# Aron Svensson
Sven Aron Svensson, född 11 januari 1899 i Värestorp, Hjärsås socken, Kristianstads län, död 23 maj 1972 i Bjärnum, Norra Åkarps församling, Kristianstads län, var en svensk lantbrukare och målare.
Han var son till förmannen Jöns Svensson och Anna Svensson och från 1930 gift med Greta Svensson. Han arbetade först som lantbrukare och bedrev på sin fritid konstnärliga självstudier. Han deltog senare i några av ABF:s målarkurser. Han medverkade i Kristianstads konstförenings salonger. Hans konst består av realistiska landskapsmotiv i olja eller akvarell. Svensson är representerad vid Kristianstads skolstyrelse.